# Hernando Cevallos
Hernando Ismael Cevallos Flores, né à Piura le 14 octobre 1956, est un homme politique péruvien. Il est ministre de la Santé depuis le 29 juillet 2021.

## Biographie
Hernando Cevallos est né à Piura. Il a un diplôme de médecin à l'Université nationale de La Plata.
Il a travaillé pendant 26 ans à l'hôpital Santa Rosa du ministère de la Santé et pendant 23 ans à la clinique Belén, à Piura.
Il a également été chargé de cours à l'Université de Piura entre 2013 et 2014.

## Parcours politique
Cevallos est élu membre du Congrès lors des élections de 2016 pour le Front large.
Pendant son mandat, il a promu des lois pour améliorer le régime de travail des agents de santé ainsi que la loi qui réglemente l'usage médicinal et thérapeutique du cannabis.
Le 30 septembre 2019, son mandat parlementaire prend fin avec la dissolution du Congrès par le président Martín Vizcarra.
Il est membre de l'équipe technique de Pérou Libre lors du second tour des élections de 2021.
Le 29 juillet 2021, il est nommé ministre de la Santé dans le gouvernement de Pedro Castillo.